# Bir-Hakeim (metrostation)
Bir-Hakeim is een station van de metro in Parijs langs metrolijn 6 in het 15e arrondissement. Het bovengrondse station ligt bij de Pont de Bir-Hakeim op de linkeroever van de Seine. De naam herinnert aan de Slag bij Bir-Hakeim, een confrontatie tussen het Franse leger en het Afrikakorps van generaal Rommel in 1942 in Libië.
Onder het metrostation ligt een station van de RER langs lijn C: Station Champ de Mars - Tour Eiffel.

## Geschiedenis
Het station werd geopend op 24 april 1906 als station Grenelle als onderdeel van de toenmalige metrolijn 2 Sud. Vanaf 14 oktober 1907 lag het station langs metrolijn 5. Op 6 oktober 1942 werd het traject tussen station Place d'Italie en station Charles de Gaulle - Étoile overgeheveld van metrolijn 5 naar metrolijn 6. Op 18 juni 1949 werd de naam van het station veranderd in Bir-Hakeim.

## In de omgeving
- Eiffeltoren
- Pont de Bir-Hakeim, geklasseerd monument, opgetrokken in 1906, onderdeel van metrolijn 6
- Vélodrome d'Hiver, bekend van de baankoersen, maar ook van de eerste verzamelplaats van 13.000 Joden voor hun deportatie op 16 juli 1942. Ten zuiden van het metrostation werd een gedenkteken opgericht. De velodroom werd in 1960 afgebroken om plaats te maken voor de Front-de-Seine, een van de grootste concentraties van wolkenkrabbers in de stad.

Charles de Gaulle - Étoile · Kléber · Boissière · Trocadéro · Passy · Bir-Hakeim · Dupleix · La Motte-Picquet - Grenelle · Cambronne · Sèvres - Lecourbe · Pasteur · Montparnasse - Bienvenüe · Edgar Quinet · Raspail · Denfert-Rochereau · Saint-Jacques · Glacière · Corvisart · Place d'Italie · Nationale · Chevaleret · Quai de la Gare · Bercy · Dugommier · Daumesnil · Bel-Air · Picpus · Nation